# تی‌یووی
تی‌یووی (انگلیسی: Traditional Unionist Voice) یا (TUV) به معنای «صدای سنتی اتحادیه‌گرا» یک حزب سیاسی اتحادیه‌گرا در ایرلند شمالی است. برنامه سیاسی TUV مانند سایر احزاب اتحادیه ایرلند شمالی، حفظ جایگاه ایرلند شمالی در بریتانیا به عنوان یک شرط ضروری است. یک اصل اساسی این حزب این است که «هیچ چیزی که از نظر اخلاقی نادرست باشد، نمی‌تواند از نظر سیاسی درست باشد».
TUV در دسامبر ۲۰۰۷ توسط جیم آلیستر پس از استعفای او و سایرین از حزب اتحادگرای دموکراتیک (DUP) در مارس همان سال تشکیل شد. آلیستر در زمان استعفای خود یکی از چهره‌های برجسته DUP بود و سمت عضو پارلمان اروپا (MEP) را برای این حزب داشت که در سال ۲۰۰۴ به پارلمان اروپا انتخاب شده بود. رضایت پیزلی در مارس ۲۰۰۷ با موافقتنامه سنت اندروز و تمایل او برای تبدیل شدن به وزیر اول ایرلند شمالی در کنار معاون وزیر اول از حزب جمهوریخواه ایرلند شین فین.
قبل از توافق سنت اندروز، DUP خود را به عنوان یک حزب اتحادیه‌گرای «ضد توافق» معرفی می‌کرد که با جنبه‌های متعدد توافق جمعه خوب مخالف بود. آزادی زندانیان شبه‌نظامی قبل از پایان دوره محکومیت آنها و مشارکت سین فین در دولت ایرلند شمالی بدون از کار انداختن کامل سلاح‌های ارتش جمهوری اسلامی ایران و توقف کلیه فعالیت‌های ارتش جمهوری اسلامی ایران. TUV در میان احزاب اتحادیه‌گرای ایرلند شمالی در مخالفت مداوم با حضور شین فین در دولت ایرلند شمالی استثنا بوده‌است. پس از استعفای آلیستر از DUP، او همچنان به اشغال کرسی پارلمان اروپا ادامه داد و تا انتخابات بعدی اروپا در سال ۲۰۰۹ که مجدداً انتخاب نشد، به عنوان نماینده مستقل پارلمان اروپا نشست.
از نظر موفقیت انتخاباتی و درآمد مالی،حزب صدای اتحادیه سنتی سومین حزب اتحادیه‌گرای بزرگ در ایرلند شمالی؛ پس از حزب اتحادیه‌گرای دموکراتیک و حزب اتحادیه‌گرای اولستر (UUP)، است. این حزب معمولاً توسط مفسران سیاسی به عنوان یک حزب کوچک در نظر گرفته می‌شود و نسبت به سایر احزاب اتحادیه ایرلند شمالی تندروتر شناخته می‌شود.

## ایدئولوژی
صدای سنتی اتحادیه‌گرا در سال ۲۰۰۷ تأسیس شد؛ در اصل به عنوان یک جنبش اعتراضی و نه به عنوان یک حزب سیاسی. آنها در آن زمان اعلام کردند که قصدشان این است که «زمینهٔ سنتی اتحادیه‌گرایان را اشغال کنند» که به گفته آنها، زمانی که حزب دوم موافقتنامه سنت اندروز را امضا کرد و با تشکیل دولت با آن موافقت کرد، این موضع توسط DUP رها شده بود. حزب جمهوریخواه ایرلند شین فین. در سال ۲۰۰۸، TUV شروع به رقابت در انتخابات به عنوان یک حزب سیاسی با هدف اعلام شده ایجاد یک اپوزیسیون دموکراتیک با آنچه آنها به عنوان "رژیم DUP/Sinn Fein" توصیف کردند، کرد. این حزب معتقد است که جنبه‌های خاصی از توافق جمعه خوب نشان‌دهنده یک معامله ضعیف برای جامعه اتحادیه‌گرای ایرلند شمالی است و از پذیرش اینکه فردی با محکومیت تروریستی باید اجازه داشته باشد که در دولت ایرلند شمالی پست وزارت داشته باشد، خودداری می‌کند.
جیم آلیستر از سال ۲۰۱۱ تنها نماینده MLA حزب بوده‌است. سوابق رای‌گیری، مشارکت او در بحث‌ها و فهرستی از لایحه‌هایی که در مجلس ایرلند شمالی پیشنهاد کرده‌است در پورتال مدیریت اطلاعات مجلس قابل دسترسی است. .
TUV بیشتر انرژی خود را بر مسائل مربوط به شکاف سیاسی اتحادیه‌گرا / ناسیونالیستی متمرکز می‌کند که از سال ۱۹۲۱ بر سیاست ایرلند شمالی مسلط بوده‌است. آنها بر وابستگی شدید به «ارزش‌های سنتی خانواده» تأکید می‌کنند.
بیشتر سیاست‌های فهرست زیر را می‌توان در همهٔ اعلامیه‌های انتخاباتی TUV از سال ۲۰۰۹ یافت.

### سیاست اقتصادی
این حزب از یک اقتصاد لیبرال اقتصادی، با مالیات کم، با آزادی انتخاب بیشتر برای افراد و مشاغل کوچک حمایت می‌کند. آنها ترجیح می‌دهند که دولت بودجه متعادلی داشته باشد و به‌طور مداوم از درآمدهای مالیاتی «استورمونت اسکاندر» انتقاد کرده‌اند.

### تغییر اقلیم
TUV بر مکان مستمر سوخت‌های فسیلی/انرژی هیدروکربنی به عنوان بخشی از ترکیب انرژی برای اقتصاد تأکید کرده‌است، اما همچنین از توسعه منابع انرژی تجدیدپذیر حمایت می‌کند. آنها معتقدند که نیاز به امکانات بازیافت محلی وجود دارد. آنها کشاورزان را به عنوان «نگهبانان زمین» می‌بینند که نقشی در حفاظت طولانی مدت از جهان طبیعی دارند.

### قانون سقط جنین
TUV با معرفی مقررات سقط جنین (ایرلند شمالی) ۲۰۲۰ مخالفت کرد که اساساً زمینه‌های درخواست سقط جنین را گسترش داد. حزب موضع «طرفدار زندگی» دارد و از این امر دفاع می‌کند که مسائل اخلاقی باید برای تصمیم‌گیری محلی باشد.

### ازدواج همجنس گرایان
TUV «مخالفت با هرگونه تعریف مجدد ازدواج» و «دفاع از ارزش‌های سنتی خانواده… با این باور که این زمینه‌ساز موفقیت جامعه است».

### مهاجرت
TUV از یک رویکرد مهاجرت کنترل‌شده با بررسی‌های مرزی مؤثر و روش درخواست «نقطه‌ای»
حمایت می‌کند که به موجب آن اولویت به مهاجران احتمالی داده می‌شود که دارای مهارت‌هایی هستند که در ایرلند شمالی مورد تقاضا هستند.

### آموزش و پرورش
موضع آنها این است که انتخاب آکادمیک مدرسه‌های دستور زبان (دستوری) باید در سیستم آموزشی برای آن دسته از کودکانی که توانایی‌هایشان مناسب است، باقی بماند، اما همهٔ انواع مدرسه‌های متوسطه باید دارای اولویت یکسانی در تأمین مالی باشند.

### سلامت و بهداشت
TUV با بسته شدن خانه‌های مراقبت‌های مسکونی که توسط NHS سازمان ملی تأمین بهداشت و درمان (ان‌اچ‌اس) اداره می‌شد مخالف بود. آنها از حفظ ترکیبی از بخش عمومی و خصوصی در خانه با مراقبت‌های مسکونی حمایت کردند. آنها بر این باورند که وقتی یک تحقیق عمومی در مورد پاسخ به دنیاگیری کووید-۱۹ در ایرلند شمالی وجود دارد، یک عنصر کلیدی باید این پرسش باشد که آیا خانه‌های مراقبت به اندازهٔ کافی از ویروس محافظت می‌شوند یا خیر. TUV با صدور پاسپورت‌های واکسن اجباری مخالفت کرد و استدلال کرد که دولت ایرلند شمالی در کاهش محدودیت‌های قرنطینه بسیار محتاط است و مدارس ایرلند شمالی باید زودتر از آن‌ها باز می‌شدند.

### برگزیت
TUV به شدت از برگزیت حمایت کرد. دلیل‌های آنها برای انجام این کار شامل مخالفت با نقل و انتقالات مالی از بریتانیا به اتحادیه اروپا و آنچه آنها به عنوان تبعیت بازار کار محلی، تجارت و قوانین دیگر از برتری قوانین اتحادیه اروپا توصیف کردند، بود.آنها تنها حزبی در مجمع ایرلند شمالی هستند که مایل به لغو پروتکل ایرلند شمالی هستند. TUV به دلیل مخالفت مشترک آنها با پروتکل ایرلند شمالی، برای کاندیداهای اصلاحات UK کمپین تبلیغاتی کرده‌است.